# パヴレ・ニンコヴ
パヴレ・ニンコヴ(セルビア語: Pavle Ninkov、1985年4月20日 - )は、ユーゴスラビア（現・セルビア）出身のサッカー選手。元セルビア代表。ポジションはDF。

## 経歴
2004年から2005年までFKラドニチュキ・ベオグラードに在籍し、合計15試合に出場した。翌年、FKラド・ベオグラードへ移籍。その後、2006年からはFKチュカリチュキへ移籍。2008年1月からはレッドスター・ベオグラードでプレーをしている。

## 代表歴
セルビア代表としては、2008年2月6日のマケドニア共和国戦で代表初キャップを記録した。